# Joakim i apokalipsa
Joakim i apokalipsa (Il monaco che vinse l'Apocalisse) je talijanski povijesni i duhovni film iz 2024. godine u režiji Jordana Rivera, a temeljen je na apokalipsi koju je opisao mistik Joakim iz Fiorea.

## Izdanje
Film je u Italiji prikazan 5. prosinca 2024.
Američka premijera održana je 26. veljače 2025. u kinu TCL Chinese Theatre on Hollywood u službenom izboru 20. Filmskog festivala u Los Angelesu.